# Моджаджісклооф
Моджаджісклооф, до 2004 року Дуйвелсклооф — містечко в окрузі Мопані провінції Лімпопо в Південно-Африканській Республіці. Адміністративний центр муніципалітету Велика Летаба.
Містечко розташоване на землях етнічної групи лобеду. Його назва «Дуйвелсклооф» перекладалася з африкаанс як «долина диявола», натомість 2004 року його перейменували на честь правительки лобеду королеви дощу, або Моджаджі.
Територія містечка розташована в напівпустельному кліматі, тому місто є вразливим під час змін клімату
Поблизу містечка на території ферми Сунланд ріс один з найбільших у світі баобабів, віком не менше як 1100 років. У період 2016-2017 років більша частина дерева загинула